# Harlem (Manhattan)

Felső-Manhattan térképe, Greater Harlem kiemelve. Harlem tulajdonképpen a környék a központban.

Harlem New York Manhattan városrészének, azon belül is Upper Manhattan kerületének egyik része. Nyugatról a Hudson folyó, északról a Harlem folyó és a 155. utca, keletről az Ötödik sugárút, délről pedig a Central Park északi vége és ezzel együtt a 110. utca határolja.
Harlem eredetileg egy falu volt, melyet hollandok alapítottak 1658-ban, és a hollandiai Haarlem városa után kapta a nevét. A 19. században a zsidó és az olasz lakosság volt jelentős, de az 1930-as évekre az afroamerikaiak kerültek többségbe. A 20. század második felére látványosan megnőtt a körzetben a szegénység és a bűnözés, amely világszerte rossz hírűvé tette a környéket. Ez a tendencia a 21. században csökkenni kezdett, és Harlem dzsentrifikálódásnak indult.
A városrészt a New York-i metró és több buszjárat is kiszolgálja, és a Columbia Egyetemnek is található itt több épülete.

## Híres Harlemiek
- A$AP Rocky (* 1988), rapper
- A$AP Ferg (* 1988), rapper
- Mohamed Bamba (* 1998), kosárlabdázó
- Azealia Banks (* 1991), rapper és énekesnő
- James Baldwin (1924–1987), író
- Patricia Bath (1942–2019), orvos
- Harry Belafonte (1927–2023), énekes
- Kurtis Blow (* 1959), rapper
- Paul Bogart (1919–2012), rendező
- Rob Brown (* 1984), színész
- Cam’ron (* 1974 oder 1976), rapper
- John Carlos (* 1945), sportoló
- Sean Combs (* 1969), rapper
- Yaya DaCosta (* 1982), színésznő
- Bobby Darin (1936–1973)
- Sammy Davis Jr. (1925–1990), énekes, táncos és színész
- Ralph Ellison (1914–1994), író
- De La Ghetto (* 1982), rapper és énekes
- Gregory Hines (1946–2003), táncos és színész
- Langston Hughes (1902–1967), író
- Immortal Technique (* 1978), rapper
- Jim Jones (* 1976), rapper
- Kelis (* 1979), énekesnő
- Big L (1974–1999), rapper
- Ralph MacDonald (1944–2011), zenész
- Mase (* 1977), rapper
- Jameel McCline (* 1970), ökölvívó
- Moby (Richard Melville Hall; * 1965), zenész
- Jae Millz (* 1983), rapper
- Danny Mixon (* 1949), dzsessz-zongorista
- Tom Morello (* 1964), zenész
- Frank Pellegrino (1944–2017), színész
- Seth Peterson (* 1970), színész
- Mekhi Phifer (* 1974), színész
- Bud Powell (1924–1966), zenész
- Ving Rhames (* 1959), színész
- Faith Ringgold (* 1930), festő
- Juelz Santana (* 1982), rapper
- Tarik Shah (* 1963), zenész
- Tupac Shakur (1971–1996), rapper
- Al Sharpton (* 1954), politikus
- Gabourey Sidibe (* 1983), színésznő
- Fats Waller (1904–1943), dzsessz-zongorista
- Lester Wilson (1942–1993), énekes és táncos
- J. R. Writer (* 1984), rapper